# Рендолф (Нью-Джерсі)
Рендолф (англ. Randolph) — селище (англ. village) в США, в окрузі Морріс штату Нью-Джерсі. Населення — 26 504 особи (2020).

### Клімат
| Клімат : Рендолф      | Клімат : Рендолф | Клімат : Рендолф | Клімат : Рендолф | Клімат : Рендолф | Клімат : Рендолф | Клімат : Рендолф | Клімат : Рендолф | Клімат : Рендолф | Клімат : Рендолф | Клімат : Рендолф | Клімат : Рендолф | Клімат : Рендолф | Клімат : Рендолф |
| Показник              | Січ.             | Лют.             | Бер.             | Квіт.            | Трав.            | Черв.            | Лип.             | Серп.            | Вер.             | Жовт.            | Лист.            | Груд.            | Рік              |
| Середній максимум, °C | 2,2              | 4,4              | 9,4              | 15,6             | 21,1             | 25,0             | 27,8             | 26,7             | 22,2             | 16,7             | 11,1             | 5,0              | 15,7             |
| Середній мінімум, °C  | −8,3             | −7,8             | −3,3             | 1,7              | 7,2              | 12,2             | 15,0             | 14,4             | 10,0             | 3,3              | −0,6             | −5,6             | 3,2              |
| Норма опадів, мм      | 109.22           | 82.04            | 106.17           | 115.32           | 125.22           | 121.41           | 127.76           | 121.41           | 129.29           | 102.87           | 109.73           | 102.87           | 1353.31          |
| --------------------- | ---------------- | ---------------- | ---------------- | ---------------- | ---------------- | ---------------- | ---------------- | ---------------- | ---------------- | ---------------- | ---------------- | ---------------- | ---------------- |
| Джерело:              |                  |                  |                  |                  |                  |                  |                  |                  |                  |                  |                  |                  |                  |

## Демографія
Згідно з переписом 2010 року, у селищі мешкали 25 734 особи в 9013 домогосподарствах у складі 7078 родин. Було 9343 помешкання
Расовий склад населення:
| - 82,4 % — білих - 10,5 % — азіатів - 2,7 % — чорних або афроамериканців - 0,1 % — корінних американців - 2,3 % — осіб інших рас |

До двох чи більше рас належало 2,0 %. Частка іспаномовних становила 10,2 % від усіх жителів.
За віковим діапазоном населення розподілялося таким чином: 28,0 % — особи молодші 18 років, 62,8 % — особи у віці 18—64 років, 9,2 % — особи у віці 65 років та старші. Медіана віку мешканця становила 40,1 року. На 100 осіб жіночої статі у селищі припадало 97,0 чоловіків;  на 100 жінок у віці від 18 років та старших — 95,3 чоловіків також старших 18 років.
Середній дохід на одне домашнє господарство  становив 159 265 доларів США (медіана — 120 392), а середній дохід на одну сім'ю — 182 733 долари (медіана — 145 119). Медіана доходів становила 95 078 доларів для чоловіків та 62 857 доларів для жінок. За межею бідності перебувало 2,6 % осіб, у тому числі 2,3 % дітей у віці до 18 років та 3,9 % осіб у віці 65 років та старших.
Цивільне працевлаштоване населення становило 13 843 особи. Основні галузі зайнятості: освіта, охорона здоров'я та соціальна допомога — 20,8 %, науковці, спеціалісти, менеджери — 20,4 %, виробництво — 11,2 %, фінанси, страхування та нерухомість — 10,9 %.